# Paul Juvenel
Paul Juvenel l’Ancien, aussi appelé Paul Juvenell ou Paulus Juvenel (1579–1643), était un peintre allemand de l’époque baroque.

## Biographie
Il voit le jour à Nuremberg en décembre 1579, au sein d’une famille d’origine flamande. Son père, Nicolas Juvenel Ier, originaire de Dunkerque en Flandre, participe entre 1550 et 1554 aux travaux de décoration des châteaux de Mariemont et de Binche, qui seront détruits la même année.

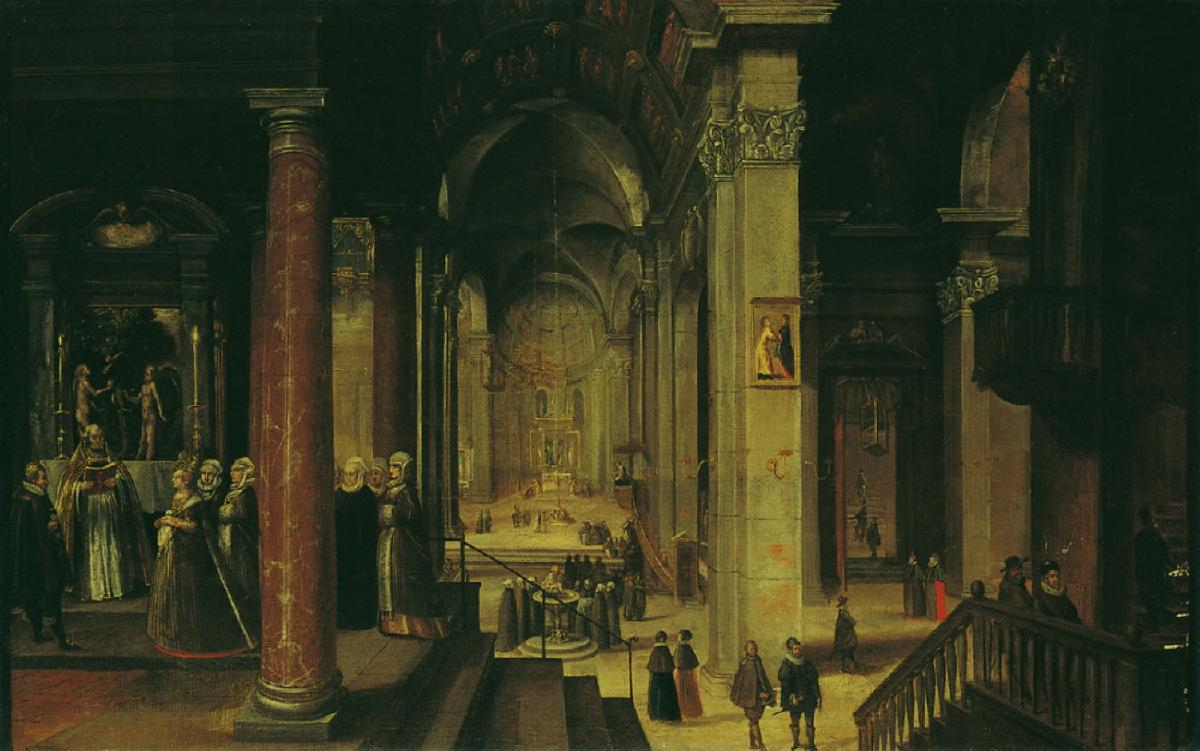
Paul Juvenel, Intérieur de l'église

Son père, calviniste, fuit les persécutions religieuses à Cassel. C'est là que le futur landgrave de Hesse-Cassel, Guillaume IV, lui conseilla de se rendre à Nuremberg, où il arriva en 1561 avec d'autres réfugiés des Pays-Bas,.
Paul fut d'abord l'élève de son père Nicolas, puis il poursuivit ses études auprès d'Adam Elsheimer à Francfort  .
C’est vraisemblablement aux côtés d’Elsheimer qu’il débute l’usage de petites plaques métalliques comme supports pour ses peintures.
Juvenel a travaillé, entre autres, comme peintre d'église, entre autres. à Heroldsberg dans l'église St. Matthieu. C'est là qu'il a conçu les ailes de l'autel. Ils montrent le paradis avec la chute de l'homme et l'exaltation de Nehushtan par Moïse.
Il acheva le tableau de la Cène commencé par son maître Adam Alsheimer (mort en 1610 à Rome), ajoutant l'architecture et l'arrière-plan en 1621  .
Il a aussi réalisé treize peintures murales au plafond de l’hôtel de ville de Nuremberg, illustrant l’empereur accompagné de figures allégoriques des vertus ou de scènes tirées de l’histoire romaine. Il travaillait généralement sur carton ou, suivant l’exemple de son maître Elsheimer, sur de petites plaques métalliques en cuivre ou en métal galvanisé. Ses œuvres traitaient principalement de l’architecture religieuse, bien qu’il ait également exploré des sujets mythologiques et spirituels. Seule une poignée de ses créations a traversé les siècles jusqu’à aujourd’hui.
Parmi ses autres réalisations figurent des portraits des empereurs Ferdinand II, Matthias, Rodolphe II et Rodolphe Ier, roi des Romains. Ces tableaux sont également exposés à l’hôtel de ville de Nuremberg. Il a en outre conçu des éléments décoratifs pour les demeures des notables de la ville.
Juvenel a reproduit l’Assomption de la Vierge de Dürer ainsi que plusieurs scènes de la vie de la Vierge, en s’inspirant des gravures sur bois réalisées par Dürer.
En 1638, Juvenel se rend d’abord à Vienne, avant de s’établir à Bratislava, où il s’éteint en 1643.
Il était père de quatre enfants, tous devenus artistes à leur tour.

## Galerie

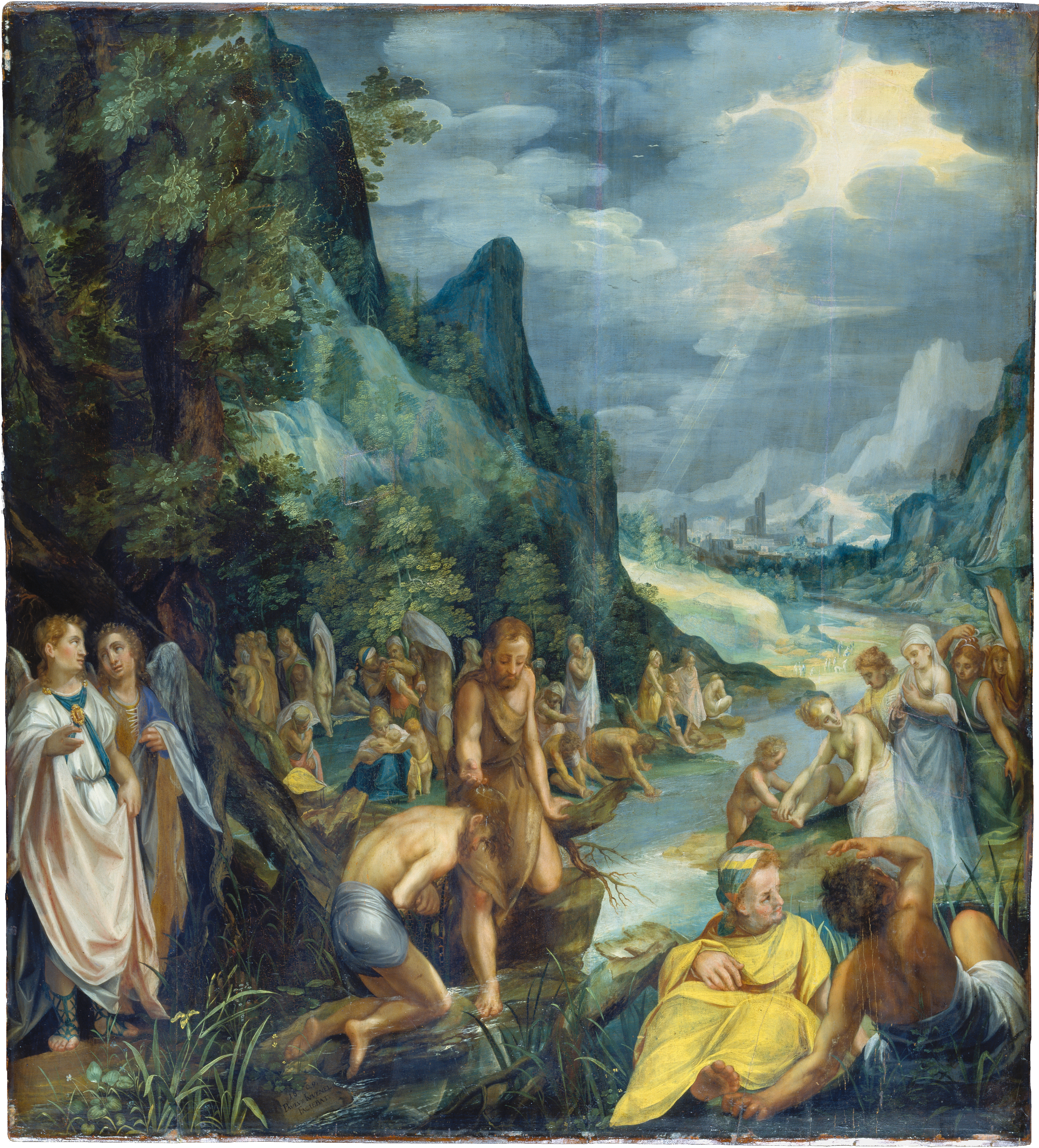
Le baptême de Jésus (1609)
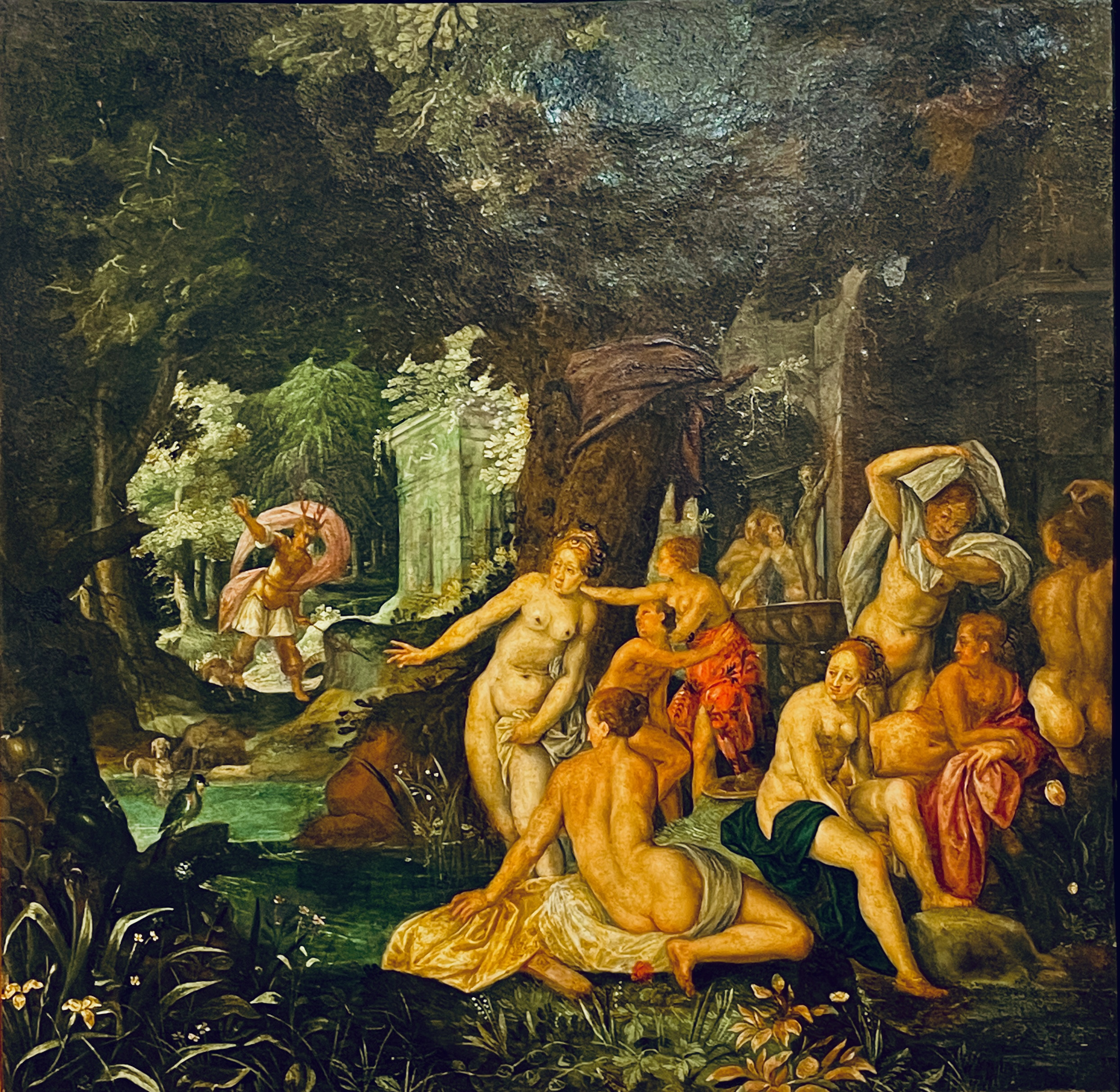
Diane et Actéon (1621)
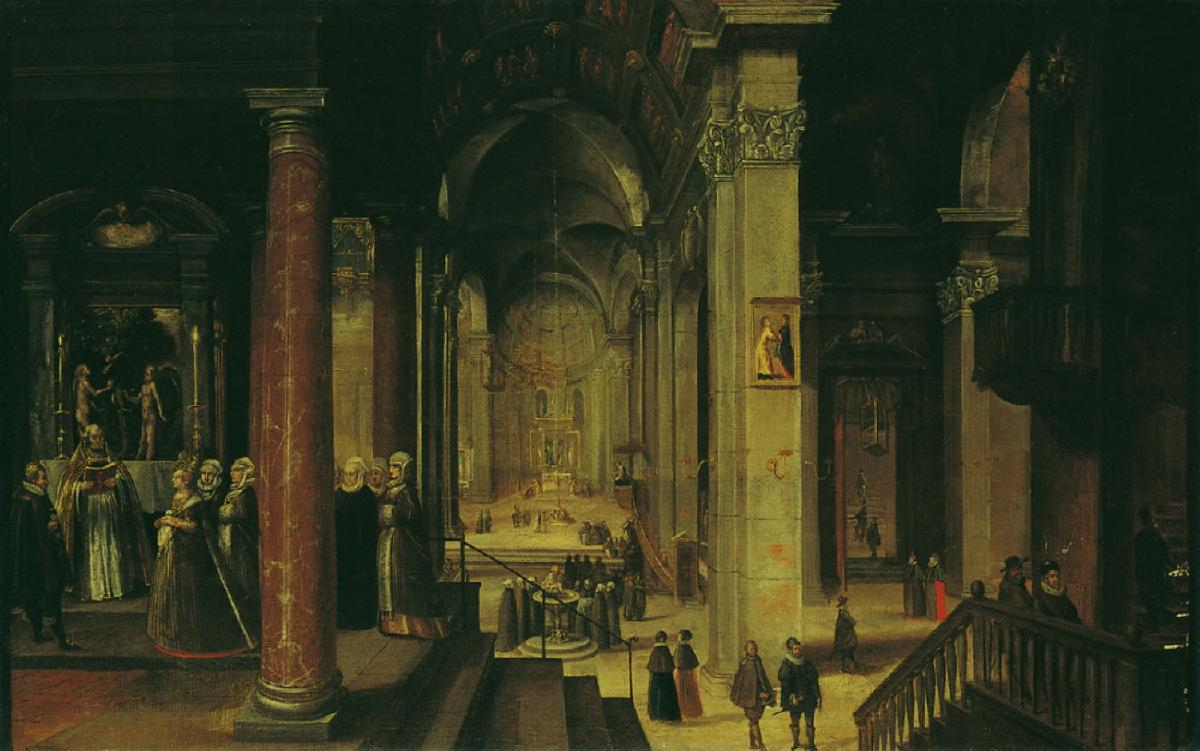
Vue intérieure de l'église (vers 1630)
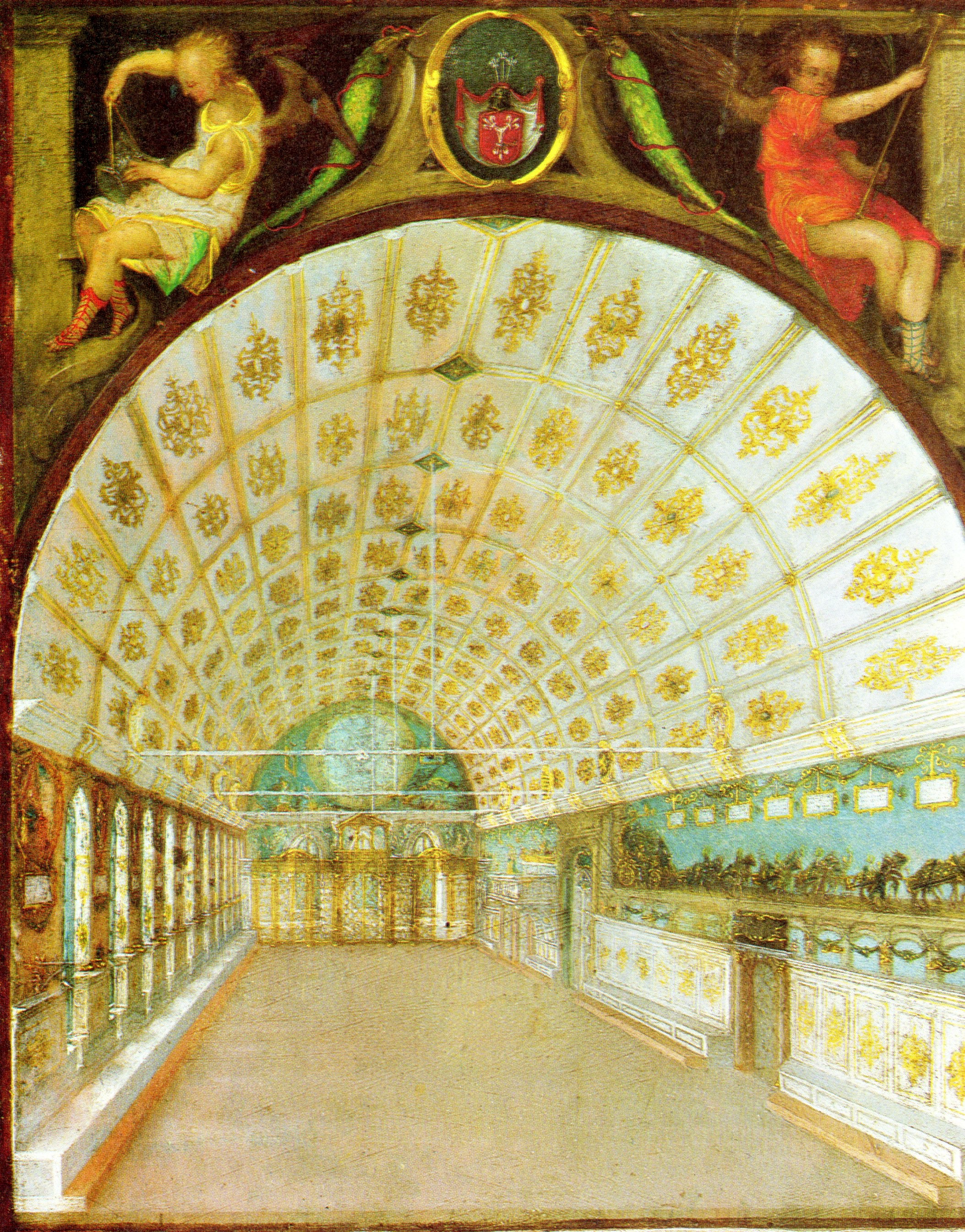
Fresques du plafond de l’hôtel de ville de Nuremberg (1622)
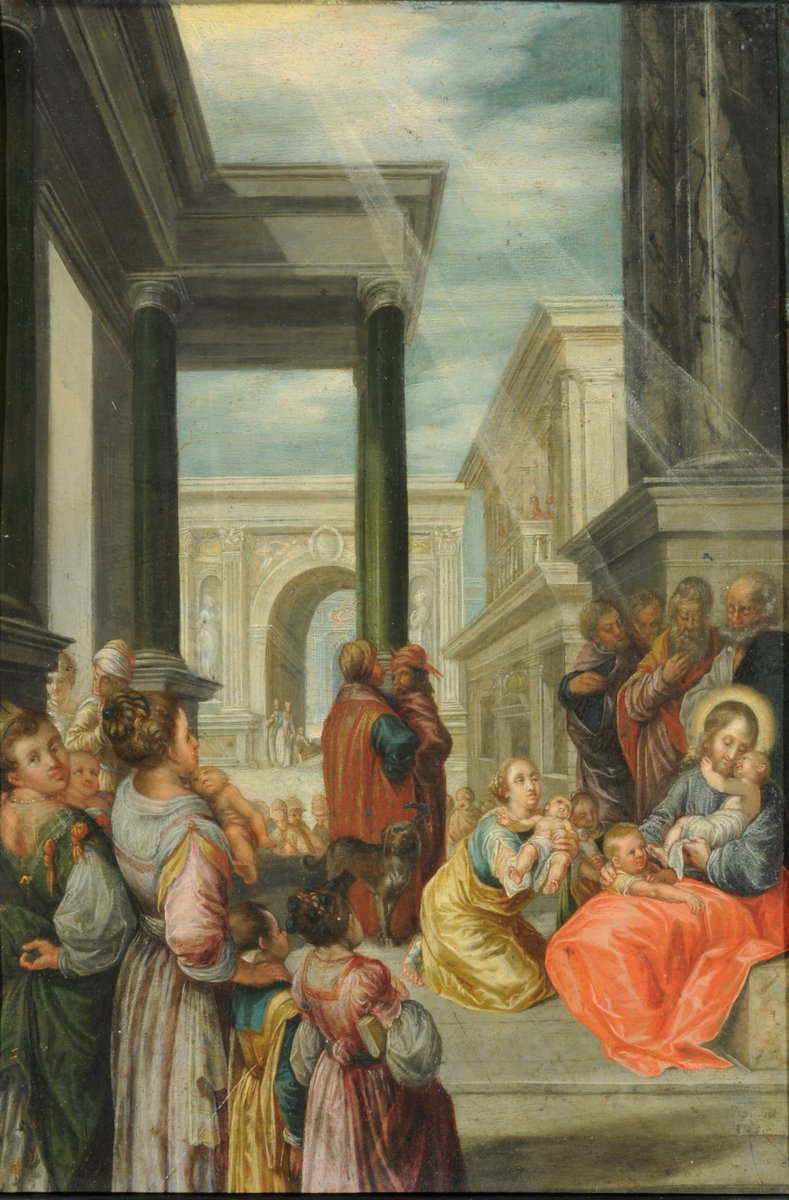
Laissez venir à moi les petits enfants
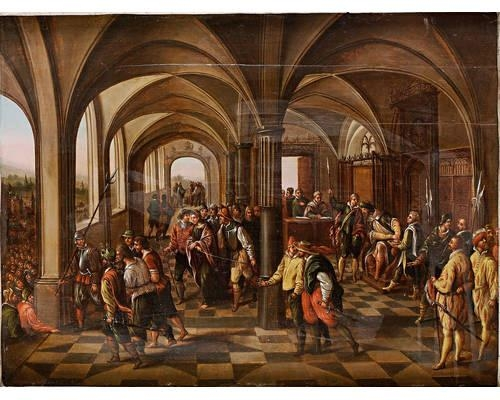
Ecce Homo
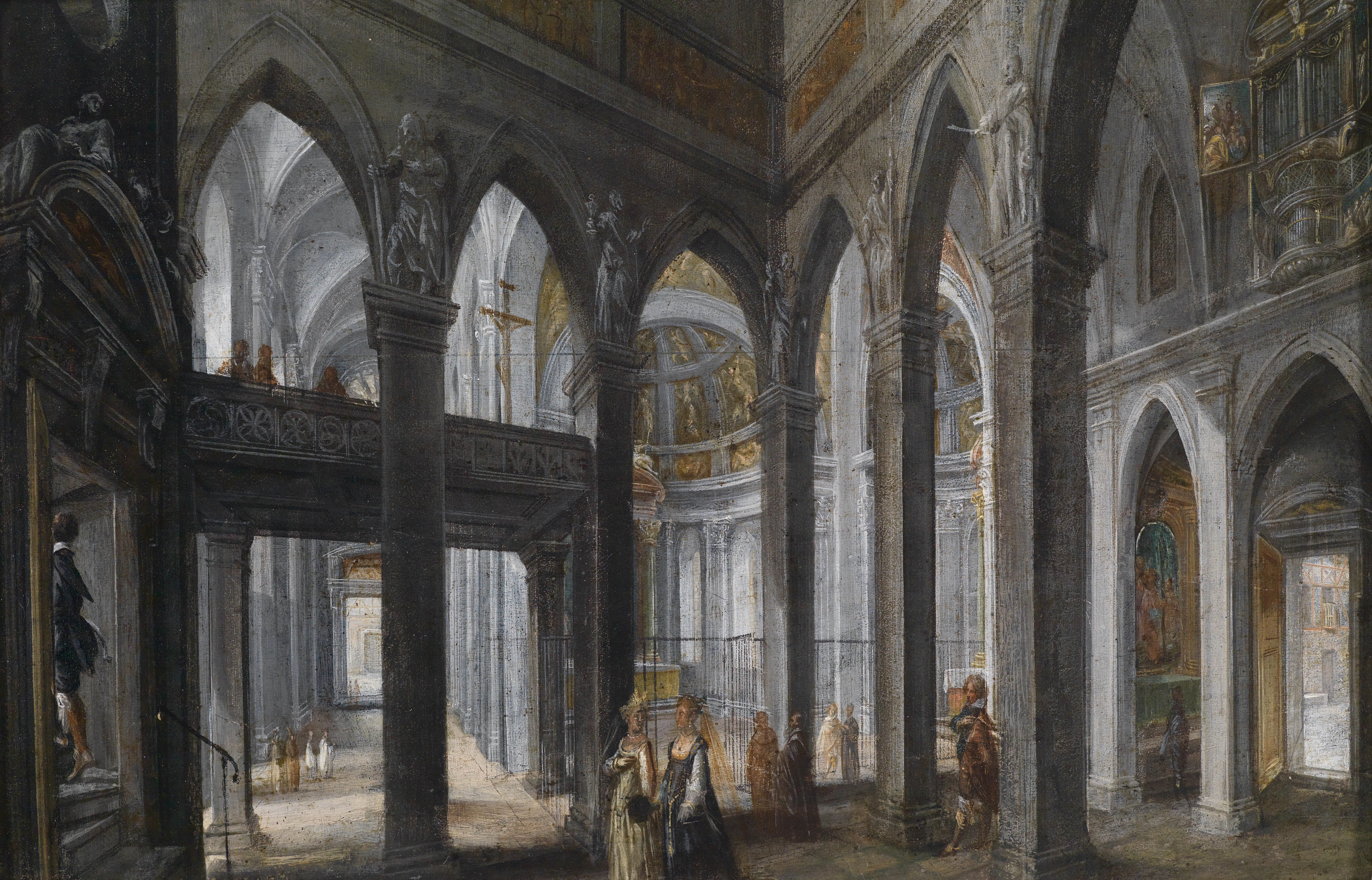
Intérieur de l'église (1622)